# PimEyes
 (juillet 2025).
PimEyes est un moteur de recherche spécialisé dans la reconnaissance faciale, lancé en 2017 en Pologne. Il permet d’identifier des occurrences d’un visage sur Internet à partir d’une photographie téléchargée, en utilisant des algorithmes avancés d’intelligence artificielle et d’apprentissage automatique,,.

## Histoire
PimEyes a été fondé en 2017 par une équipe de chercheurs polonais spécialisés en intelligence artificielle et en technologies de reconnaissance faciale. Initialement développé en Pologne, le service a connu une rapide expansion internationale. En 2021, la société a été rachetée par Giorgi Gobronidze, un universitaire géorgien, qui en est devenu le propriétaire et le dirigeant.
Au fil des années, PimEyes a déplacé ses activités et ses sociétés affiliées entre plusieurs pays, notamment la Pologne, la Géorgie, les Seychelles et les Émirats arabes unis, ce qui a suscité des interrogations sur la gouvernance et la régulation du service.

## Fonctionnement
PimEyes utilise des algorithmes de reconnaissance faciale pour extraire les caractéristiques biométriques d’un visage (distance entre les yeux, structure du nez, forme du menton, etc.) à partir d’une photo téléchargée. Ces caractéristiques sont ensuite comparées à une vaste base de données d’images publiques collectées sur des sites web, blogs, forums et plateformes professionnelles. PimEyes n’a pas accès aux contenus privés des réseaux sociaux ou aux bases de données protégées,.

## Fonctionnalités
- Recherche inversée d’images : identification de visages similaires à partir d’une photo téléchargée[2],[4].
- Alertes en temps réel : notification à l’utilisateur dès qu’une nouvelle image du visage recherché est détectée[4].
- Rapports détaillés : informations sur l’emplacement et le contexte des images trouvées[4].
- Assistance à la suppression de contenu : aide à la demande de retrait d’images non autorisées, selon les politiques des sites concernés[2].

## Usages et enjeux
PimEyes est utilisé pour la protection de la vie privée, la lutte contre l’usurpation d'identité, la vérification d’utilisation non autorisée de photos, et la gestion de la réputation en ligne,. Il est également employé par des professionnels du droit, des journalistes et des entreprises soucieuses de l’image de leurs collaborateurs.

## Controverses et questions juridiques
L’utilisation de PimEyes suscite de vives préoccupations en matière de vie privée et informatique et de respect de la vie privée, notamment sous le RGPD en Europe,. Plusieurs associations et experts alertent sur les risques de dérives, notamment l’atteinte à l’anonymat, le harcèlement ou l’usurpation d’identité. En 2022, des autorités européennes et américaines ont ouvert des enquêtes sur la conformité de PimEyes à la législation sur la protection des données.